# Luis Josa de Gomar
Luis Josa de Gomar (Lérida, 1878-Lérida, 5 de agosto de 1936) fue un aristócrata, militar y político español, ejecutado al comienzo de la guerra civil.

## Biografía

### Vida personal
Era hijo de Máximo Josa Alzamora -un médico natural de Fraga que murió en 1885 a consecuencia del cólera, enfermedad contraída cuando trataba a los enfermos de la beneficencia de Lérida-, y de Luisa de Gomar de las Infantas, hermana del Marqués de las Infantas. Debido a la abnegación con la que cuidó de los enfermos, la Diputación Provincial de Lérida acordó, el 4 de noviembre de 1885 , una pensión de 1000 pesetas para su viuda, y costeó la educación de sus hijos. Estuvo casado con Rosario Gallifa Soler, hija del industrial textil de Manresa Magí Gallifa Gomis, y de Elvira Ángela Soler Arola. Rosario murió el 18 de noviembre de 1911 debido a complicaciones en el alumbramiento de su única hija.

### Vida política
En 1896 ingresó en la Academia de Artillería del Ejército de Tierra de España. Llegó al grado de Teniente coronel, y recibió la cruz de la Orden de San Hermenegildo el 4 de octubre de 1921.
Afiliado a la Confederación Española de Derechas Autónomas (CEDA), ocupó el cargo de comisario de la Generalitat de Lérida desde octubre de 1934 hasta el 7 de enero de 1936, fecha en la que dimite del cargo, junto a Emili Vila Álvarez, comisario de la Generalitat de Tarragona, y a Jesús Masià Altre, comisario de la Generalitat de Gerona. Le sucedió en dicha posición Joan Rovira i Roure. 

### Obra
Como recuerdo de su paso por la Diputación de Lérida, merece la pena destacar la ampliación y mejora del Hospital Provincial, al que se añadieron 102 plazas más para pacientes, y la construcción de un sanatorio mental. Así como la instalación de la línea telefónica en diversos puntos de la provincia.

### Muerte
En el momento en el que comienza la Guerra civil, se muestra favorable a los sublevados. Según la Historia de la Cruzada Española de Joaquín Arrarás, Josa había sido uno de los más destacados elementos que habían preparado el Alzamiento en Lérida. Por este motivo fue delatado por uno de sus compañeros del Ejército, el teniente coronel Martínez Vallespí, y conducido a la cárcel provincial de Lérida. La noche del 5 de agosto de 1936, el teniente Venancio Navas Crespo llevó una orden que transmitía la necesidad de llevar a veintidós presos a Barcelona, entre los que se encontraban Luis Josa de Gomar y el obispo de Lérida Huix Miralpeix. Esa noche, los veintidós prisioneros, en vez de ser conducidos a Barcelona, fueron llevados al cementerio de Lérida y allí fusilados. Un monumento recuerda su memoria.